# Yuri Lorentsson
Yuri Lorentsson –en ruso, Юрий Лоренцсон– (2 de diciembre de 1930-24 de diciembre de 2002) fue un deportista soviético que compitió en remo como timonel.
Participó en cinco Juegos Olímpicos de Verano entre los años 1960 y 1976, obteniendo dos medallas, bronce en México 1968 y plata en Montreal 1976. Ganó una medalla en el Campeonato Mundial de Remo de 1962 y cuatro medallas en el Campeonato Europeo de Remo entre los años 1963 y 1973.

## Palmarés internacional
| Juegos Olímpicos   | Juegos Olímpicos          | Juegos Olímpicos  | Juegos Olímpicos   |
| Año                | Lugar                     | Medalla           | Prueba             |
| ------------------ | ------------------------- | ----------------- | ------------------ |
| 1968               | Ciudad de México (México) | Medalla de bronce | Ocho con timonel   |
| 1976               | Montreal (Canadá)         | Medalla de plata  | Dos con timonel    |
| Campeonato Mundial |                           |                   |                    |
| Año                | Lugar                     | Medalla           | Prueba             |
| 1962               | Lucerna (Suiza)           | Medalla de plata  | Ocho con timonel   |
| Campeonato Europeo |                           |                   |                    |
| Año                | Lugar                     | Medalla           | Prueba             |
| 1963               | Moscú (URSS)              | Medalla de plata  | Ocho con timonel   |
| 1964               | Ámsterdam (Países Bajos)  | Medalla de plata  | Ocho con timonel   |
| 1967               | Vichy (Francia)           | Medalla de oro    | Cuatro con timonel |
| 1973               | Moscú (URSS)              | Medalla de bronce | Ocho con timonel   |